# Муди, Гарольд Болингброк
Гарольд Болингброк Муди (англ. Harold Bolingbroke Mudie, 1880 − 1916) — британский эсперантист, первый президент Всемирной ассоциации эсперанто.

## Биография
Родился в Лондоне, изучил эсперанто в 1902 году, прочитав о новом плановом языке в журнале Обзор обзоров, который издавал У. Т. Стид. В ноябре 1903 года Г.Муди при финансовой поддержке Стида основал газету Эсперантист, которая сумела стать прибыльной. В январе 1906 года эта газета была объединена с журналом Британский эсперантист, и Муди вошёл в состав объединённой редколлегии. Был решительным сторонником перевода Нового Завета на эсперанто. Активно выступал за развитие и распространение эсперанто в других странах, был участником ряда всемирных конгрессов эсперантистов. В 1907 году вместе с Джорджем Каннингемом и Джоном Полленом занимался подготовкой 3-го всемирного конгресса эсперантистов в Кембридже. В 1908 году, при создании Всемирной ассоциации эсперанто (UEA), Эдуард Штеттлер предложил кандидатуру Муди на пост президента UEA за его блестящие ораторские способности. Г.Муди занимал пост президента UEA до своей гибели в 1916 году. Кроме того, он был избран сначала вице-президентом, а с 1912 по 1916 годы — президентом эсперанто-ассоциации Великобритании. Г.Муди также был членом Языкового Комитета (эсп. Lingva Komitato), предшественника нынешней Академии эсперанто.
После начала первой мировой войны Г.Муди поступил на военную службу и быстро стал капитаном. В январе 1916 года погиб в автомобильной аварии во Франции.